# 巴拿马驻广州总领事馆
巴拿马共和国驻广州总领事馆（西班牙語：Consulado General de la República de Panamá en Guangzhou）是巴拿马设立于中国广州市的总领事馆，也是巴拿马在华设立的第二个总领事馆。

## 历史沿革
2019年4月1日，正在中国访问的巴拿马总统巴雷拉为总领馆揭牌。5月22日举行开馆仪式，首任总领事为陈智文。

## 领区
领区包括广东省、福建省、海南省、广西壮族自治区、湖南省和贵州省。  

## 历任总领事
- 陈智文（Carlos Enrique CHING Chun）
- 叶明明（Yamileth YE Li）